# Regelinda
Regelinda (ur. zapewne 989, zm. po 1014) – polska księżniczka z dynastii Piastów, córka Bolesława I Chrobrego, margrabina miśnieńska.

## Życiorys
Była jedną z trzech córek Bolesława I Chrobrego i jego trzeciej żony Emnildy; jej rodzonymi braćmi byli król Polski Mieszko II i książę Otton, a rodzonymi siostrami nieznana z imienia ksieni i nieznana z imienia żona księcia ruskiego Świętopełka I. Regelinda była przyrodnią siostrą Bezpryma i Matyldy.
W 1002 lub 1003 roku została wydana za mąż za Hermana, syna miśnieńskiego margrabiego Ekkeharda I. W 1009 roku mąż Regelindy został margrabią Miśni. 
Data śmierci Regelindy nie jest znana. Wiadomo tylko tyle, że zmarła po 1014 roku; przypuszcza się, że jednak nie wcześniej niż około 1030 roku. Nie zachowały się żadne informacje na temat jej ewentualnego potomstwa.

## Regelinda w kulturze
Regelinda jest najbardziej znana z naturalnej wielkości posągu z katedry naumburskiej, przedstawiającego (niem.) Die lächelinde Polin (pol.) śmiejącą się Polkę. Pojawiły się również głosy kwestionujące tę identyfikację, jednakże tradycyjna teza jest nadal aktualna. Dzieło to wykonane około 1240 r. jest przypisywane anonimowemu rzeźbiarzowi Mistrzowi Naumburskiemu. Należy do najbardziej znanych poloników w europejskiej sztuce gotyckiej.
Regelinda jest bohaterką opowiadań Uśmiech księżniczki (Maria Krüger, zbiór Złota korona) oraz W Gnieźnie w roku tysięcznym (Anna Lisowska-Niepokólczycka, zbiór Zrękowiny księżniczki).
Postać Regelindy pojawia się w książce Elżbiety Cherezinskiej pt. "Królowa".

## Genealogia
| Mieszko I ur. w okr. 922–945 zm. 25 V 992 | Mieszko I ur. w okr. 922–945 zm. 25 V 992 |                                           |                                           | Dobrawa ur. ok. 930 zm. 977 | Dobrawa ur. ok. 930 zm. 977 |  |  | Dobromir ur. ? zm. ? | Dobromir ur. ? zm. ? |                                                 |                                                 | NN ur. ? zm. ? | NN ur. ? zm. ? |
|                                           |                                           |                                           |                                           |                             |                             |  |  |                      |                      |                                                 |                                                 |                |                |
|                                           |                                           |                                           |                                           |                             |                             |  |  |                      |                      |                                                 |                                                 |                |                |
|                                           |                                           | Bolesław I Chrobry ur. 967 zm. 17 VI 1025 | Bolesław I Chrobry ur. 967 zm. 17 VI 1025 |                             |                             |  |  |                      |                      | Emnilda ur. w okr. 970–975 zm. w okr. 1016–1017 | Emnilda ur. w okr. 970–975 zm. w okr. 1016–1017 |                |                |
|                                           |                                           |                                           |                                           |                             |                             |  |  |                      |                      |                                                 |                                                 |                |                |
|                                           |                                           |                                           |                                           |                             |                             |  |  |                      |                      |                                                 |                                                 |                |                |
|                                           |                                           |                                           |                                           |                             |                             |  |  |                      |                      |                                                 |                                                 |                |                |

|  |  |  |  | Regelinda (ur. zap. 989, zm. 21 III ok. 1030) |